# Alternativna zgodovina
Alternativna zgodovina (alternativna stvarnost) je zvrst fikcije, kjer so zgodbe postavljene v izmišljen svet, podoben resničnemu, v katerem pa se je tok zgodovine na določeni točki v preteklosti ločil od dejanskega. Avtor nato razvija pripoved okrog vprašanja »kaj bi bilo, če bi ...?«
Dela pogosto vključujejo elemente drugih zvrsti špekulativne fikcije, točneje denimo znanstvene fantastike ali zgodovinske fikcije, zato nekateri obravnavajo alternativno zgodovino kot podzvrst katere od njih. Posebej pogosti so zapleti, ki vključujejo potovanje v času ali preskakovanje med vzporednimi vesolji kot vzrok za spremenjen tok zgodovine.
Prvo znano alternativnozgodovinsko delo je v 9. knjigi dela Ab urbe condita rimskega zgodovinarja Livija iz 1. stoletja pr. n. št., v katerem se avtor ukvarja z vprašanjem, kaj bi se zgodilo z Rimskim imperijem, če bi se Aleksander Veliki odločil širiti svoj imperij proti zahodu namesto proti vzhodu in se zapletel v vojno z Rimom. Od takrat so alternativnozgodovinska dela ustvarjali mnogi znani pisatelji, med njimi Herbert George Wells, Philip Kindred Dick, Vladimir Nabokov in Isaac Asimov. Najpogosteje je motiv tovrstnih zgodb drugačen razplet 2. svetovne vojne ali ameriške državljanske vojne.
Potrebno pa je razlikovati med alternativno zgodovino in znanstvenofantastičnimi deli, ki so bila v času nastanka postavljena v prihodnost, a je čas te prihodnosti danes že minil. Takšna sta denimo Orwellov roman 1984 in Clarkeova 2001: Vesoljska odiseja, ki ju mnogi zamenjujejo za alternativo zgodovino. Prav tako ne sodijo pod ta pojem špekulacije o zarotniško prikriti »resnični zgodovini«, ki jih zagovarjajo revizionisti, in alternativni zgodovinski scenariji, ki se uporabljajo v zgodovinskih vedah in pri poučevanju vojaške teorije.